# Anopheles powelli
Anopheles powelli är en tvåvingeart som beskrevs av Lee 1944. Anopheles powelli ingår i släktet Anopheles och familjen stickmyggor. Inga underarter finns listade i Catalogue of Life.